# Seremos (álbum)
Seremos es el décimo álbum de Ismael Serrano.

## Lista de canciones
Letra y música de todas las canciones compuestas por Ismael Serrano excepto donde se indica.

| N.º | Título                                           | Letras          | Música                        | Duración |  |
| 1.  | «No soy»                                         |                 |                               | 4:52     |  |
| 2.  | «Porque fuimos» (con Clara Alvarado y Litus)     |                 |                               | 5:14     |  |
| 3.  | «Cállate y baila» (con Ede)                      |                 |                               | 4:47     |  |
| 4.  | «Y mientras tanto»                               |                 |                               | 4:42     |  |
| 5.  | «Verte despertar»                                |                 | Javier Bergia, Ismael Serrano | 3:59     |  |
| 6.  | «Silencio»                                       |                 | Andrés Molina                 | 5:25     |  |
| 7.  | «Derramando nuestros sueños»                     | Rodolfo Serrano |                               | 4:30     |  |
| 8.  | «Fahrenheit 451»                                 |                 |                               | 3:45     |  |
| 9.  | «Cuando llegaron ellas» (con Jimena Ruiz Echazú) |                 |                               | 3:24     |  |
| 10. | «Un último acto de rebeldía»                     |                 |                               | 5:51     |  |
| 11. | «La primera que despierta» (con Pablo Alborán)   |                 |                               | 3:53     |  |
| 12. | «Adiós»                                          |                 |                               | 2:32     |  |
| 13. | «Soltar»                                         |                 |                               | 6:07     |  |

## Personal
| Músicos - Ismael Serrano: voz - Olvido López: guitarra - Marcelo Dellamea: guitarra - Paco Bastante: bajo - Lila Horovitz: contrabajo - Vicente Climent: batería - Luis Dulzaides: percusión - Martin Bruhn: percusión - Jacob Sureda: piano, teclados, acordeón | Equipo técnico - Óscar Clavel: mezclas y masterización - Jacob Sureda: productor musical |